# Koloman Gögh
Koloman Gögh (7. ledna 1948 Kladno – 11. listopadu 1995 Gattendorf, Rakousko) byl československý fotbalový reprezentant maďarské národnosti, obránce, držitel zlaté medaile z mistrovství Evropy roku 1976 a bronzové medaile z mistrovství Evropy roku 1980. Zahynul při dopravní nehodě v Rakousku.

## Klubová kariéra
Jako žák začínal v Kolárovu, dnes tento stadion nese na jeho počest jeho jméno Štadión Kolomana Gögha. Prvoligový fotbal začal ve Slovanu Bratislava, kde odehrál 225 ligových zápasů a vstřelil 3 branky. Stal se mistrem ligy v letech 1974 a 1975, roku 1974 vyhrál Československý pohár a dvakrát získal i pohár Slovenský (1974 a 1976). V Poháru mistrů evropských zemí nastoupil ve 4 utkáních a v Poháru UEFA nastoupil v 7 utkáních.
- Družstevník Kolárovo (1956 – 1963)
- Spartak Komárno (1963 – 1967)
- Dukla Holešov (1967 – 1969)
- Lokomotíva Vagónka Stavbár Poprad (1969 – 1970)
- Slovan Bratislava (1970 – 1980)
- SK VÖEST Linz (1980 – 1982)
- DAC Dunajská Streda (1982 – 1984)

## Ligová bilance
| Ročník                                      | Zápasy | Góly | Klub                |
| ------------------------------------------- | ------ | ---- | ------------------- |
| 1. československá fotbalová liga 1971/72    | 9      | 0    | Slovan Bratislava   |
| 1. československá fotbalová liga 1972/73    | 24     | 0    | Slovan Bratislava   |
| 1. československá fotbalová liga 1973/74    | 25     | 0    | Slovan Bratislava   |
| 1. československá fotbalová liga 1974/75    | 30     | 0    | Slovan Bratislava   |
| 1. československá fotbalová liga 1975/76    | 29     | 0    | Slovan Bratislava   |
| 1. československá fotbalová liga 1976/77    | 26     | 1    | Slovan Bratislava   |
| 1. československá fotbalová liga 1977/78    | 28     | 1    | Slovan Bratislava   |
| 1. československá fotbalová liga 1978/79    | 28     | 1    | Slovan Bratislava   |
| 1. československá fotbalová liga 1979/80    | 27     | 0    | Slovan Bratislava   |
| Rakouská fotbalová Bundesliga 1980/81       | 35     | 0    | SK VÖEST Linz       |
| Rakouská fotbalová Bundesliga 1981/82       | 24     | 0    | SK VÖEST Linz       |
| 1. slovenská národní fotbalová liga 1982/83 | 28     | 7    | DAC Dunajská Streda |
| 1. slovenská národní fotbalová liga 1983/84 | 28     | 2    | DAC Dunajská Streda |
| CELKEM I. ČS. LIGA                          | 226    | 3    |                     |
| CELKEM I. RAK. LIGA                         | 59     | 0    |                     |

## Reprezentační kariéra
Reprezentační kariéru zahájil 20. prosince 1974 v přátelském utkání proti Íránu. Poté nastala sice 10měsíční pauza, ale po zápase 15. října 1975 proti Maďarsku se zabydlel v základní sestavě, kde během dalších 5 let v československé reprezentaci odehrál celkem 55 zápasů, vstřelil jeden gól. Vrcholem kariéry byla účast na památném ME 1976, kde získal titul Mistra Evropy. Na mistrovství Evropy získal dále o 4 roky později bronz na ME 1980 v Itálii.

## Trenérská kariéra
Trenérskou kariéru zahájil v Dunajské Stredě již během jeho posledního hráčského angažmá. Následoval návrat do Slovanu Bratislava na pozici asistenta trenéra, kde vydržel 2 sezóny. Jeho poslední štací byla pozice hrajícího trenéra v mužstvu nižší rakouské soutěže SV Gols.
- DAC Dunajská Streda (1982 – 1984)
- Slovan Bratislava (1984 – 1986)
- SV Gols (1986 – 1995)

## Úspěchy
- mistr Evropy 1976 v jugoslávském Bělehradu
- 3. místo na Mistrovství Evropy 1980 v Itálii
- mistr Československa 1974 a 1975
- vítěz Československého poháru 1974
- vítěz Slovenského poháru 1974, 1976